# Wojciech Königsberg
Wojciech Königsberg (ur. 12 maja 1983 w Nowej Soli) – polski historyk i publicysta.

## Życiorys
Jest absolwentem historii na Wydziale Humanistycznym Uniwersytetu Zielonogórskiego (2007). Jest sześciokrotnym stypendystą Polonia Aid Foundation Trust w Londynie (2013, 2014, 2018, 2021, 2022, 2024). Jako niezależny historyk specjalizuje się w tematyce Armii Krajowej, ze szczególnym uwzględnieniem dziejów Zgrupowań Partyzanckich AK „Ponury”, akcji zbrojnych polskiego podziemia, kontrwywiadu oraz losów cichociemnych. Jest członkiem Środowiska Świętokrzyskich Zgrupowań Partyzanckich Armii Krajowej „Ponury”-„Nurt”.
Wojciech Königsberg jest autorem ponad 100 tekstów naukowych i popularnonaukowych poświęconych Armii Krajowej, w tym kilku książek. Publikował m.in. w „Polityce”, „Polsce Zbrojnej”, oraz Wirtualnej Polsce. Prowadzi blog historyczny pt. Wokół "Ponurego".

## Nagrody
- W 2012 zdobył Nagrodę im. prof. Tomasza Strzembosza dla autora najlepszej debiutanckiej lub drugiej w karierze książki dotyczącej najnowszej historii Polski za publikację pt. Droga „Ponurego”. Rys biograficzny majora Jana Piwnika[1][2][5].
- W 2018 zdobył Nagrodę im. Oskara Haleckiego w konkursie "Książka Historyczna Roku", w głosowaniu czytelników w kategorii "Najlepsza książka popularnonaukowa poświęcona historii Polski w XX wieku" za pracę pt. AK 75. Brawurowe akcje Armii Krajowej[2].
- W 2023 zdobył Nagrodę im. Oskara Haleckiego w konkursie "Książka Historyczna Roku", w głosowaniu czytelników w kategorii "Najlepsza książka popularnonaukowa poświęcona historii Polski w XX wieku" za książkę napisaną wraz z Bartłomiejem Szyprowskim pt. Zlikwidować! Agenci Gestapo i NKWD w szeregach polskiego podziemia[6].

## Książki
- Wojciech Königsberg, Droga „Ponurego”. Rys biograficzny majora Jana Piwnika, Światowy Związek Żołnierzy Armii Krajowej, Oficyna Wydawnicza Rytm, Warszawa 2011, ISBN 978-83-7399-475-1.
- Marek Jedynak, Wojciech Königsberg, Szczepan Mróz, Major Jan Piwnik „Ponury” (1912–1944). W 100. rocznicę urodzin, Stowarzyszenie Pamięci Świętokrzyskich Zgrupowań Partyzanckich Armii Krajowej „Ponury”-„Nurt”, Starachowice 2012, ISBN 978-83-9361-350-2.
- Marek Jedynak, Wojciech Königsberg, Szczepan Mróz, Pułkownik Jan Piwnik „Ponury”, Wojskowe Centrum Edukacji Obywatelskiej, Warszawa 2013, ISBN 978-83-6375-515-7.
- Wojciech Königsberg, Droga „Ponurego”. Rys biograficzny majora Jana Piwnika, Wyd. II zmienione, Światowy Związek Żołnierzy Armii Krajowej, Oficyna Wydawnicza Rytm, Warszawa 2014, ISBN 978-83-7399-594-9.
- Wielka Księga Armii Krajowej, red. Ewelina Olaszek, Znak, Kraków 2015, ISBN 978-83-2403-422-2. (współautor)
- Wojciech Königsberg, AK 75. Brawurowe akcje Armii Krajowej, Znak, Kraków 2017, ISBN 978-83-2404-232-6.
- Wojciech Königsberg, AK 75. Brawurowe akcje Armii Krajowej, Znak, Kraków 2021, Wyd. II poprawione, ISBN 978-83-240-8042-7.
- Wojciech Königsberg, Bartłomiej Szyprowski, Zlikwidować! Agenci Gestapo i NKWD w szeregach polskiego podziemia, Znak, Kraków 2022, ISBN 978-83-240-7807-3.
- Wojciech Königsberg, Pułkownik „Ponury”. Biografia cichociemnego Jana Piwnika, Znak, Kraków 2024, ISBN 978-83-240-8740-2 EAN: 9788324087402

## Wybrane artykuły
- Misja Jana Karskiego w USA. Dlaczego Zachód zignorował zagładę Żydów?
- Gwardia Ludowa przeciw Armii Krajowej – likwidacja gwardzistów z oddziału im. „Zawiszy Czarnego”
- Por. Leski „Bradl” – oficer wywiadu AK i… „generał Wehrmachtu”
- Michniów – symbol martyrologii polskiej wsi
- Sztuka zdradzania. Agent gestapo w szeregach AK zidentyfikowany
- „Bomba” na UPA – cichociemny Władysław Kochański, bohater Wołynia
- „Umieram jak Polak”. Ostatni bój Jana Piwnika „Ponurego”
- Kosa na Niemców. Zamachy bombowe Armii Krajowej w III Rzeszy
- Brawurowe rozbicie więzień w Pińsku i Lidzie
- Strzał w serce amanta. 77. rocznica likwidacji Igo Syma